# Al-Arba'in

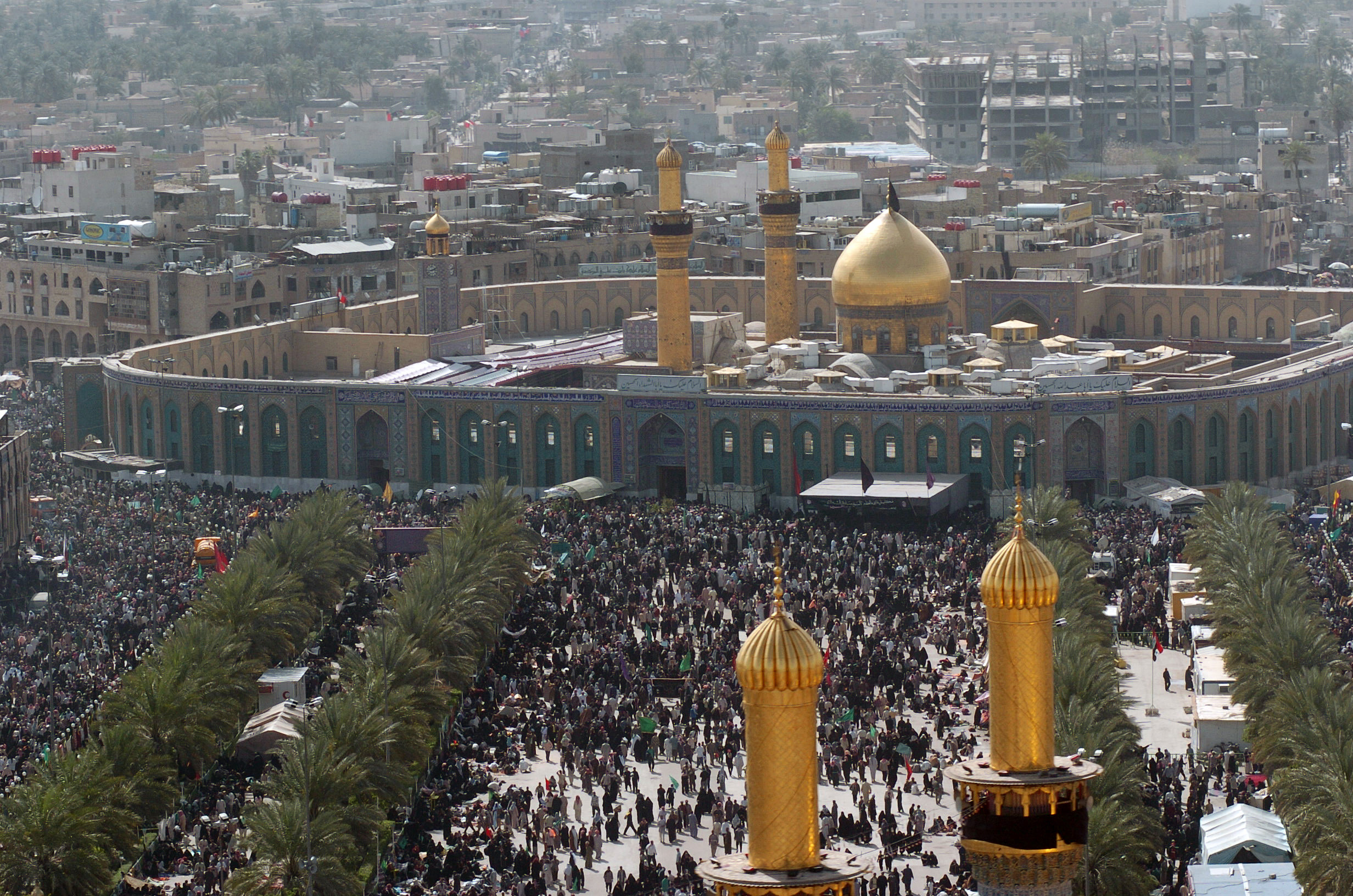
Die Hussein-Moschee in Kerbela 2005

Al-Arbaʿin, arabisch لأربعين al-arbaʿīn, DMG al-arbaʿīn ‚vierzig‘ (Genitiv-Akkusativ), sehr selten auch im Nominativ al-Arbaʿūn, arabisch الأربعون al-arbaʿūn, DMG al-arbaʿūn, ist das Gedenkfest, das vierzig Tage nach Aschura, dem Fest zum Märtyrertod Husseins, eines Enkels des Propheten Mohammed, von den imamitischen Schiiten begangen wird.
Vierzig Tage sind die gewöhnliche Zeit, in der im Islam bei einem Todesfall des Toten gedacht wird. Dabei wird in Erinnerung gerufen, dass der Märtyrertod und die Selbstaufopferung für den Islam ins Paradies, Abweichen vom „rechten Weg“ in die „ewige Verdammnis“ führt.
2012 besuchten anlässlich des Feiertags etwa 15 Millionen Gläubige den Imam-Husain-Schrein in Kerbela. Im Jahr 2019 besuchten 19 Millionen Menschen Karbala, wobei die meisten von ihnen 75 Kilometer von Najaf nach Kerbala zu Fuß marschierten. Diese Geschehen wird als weltweit größtes Zusammentreffen von Menschen an einem Ort gesehen. Die Gläubigen kamen dabei aus über 40 Ländern nach Kerbala.
Hinzu kommen oft Wallfahrten nach Kerbela und Nadschaf sowie Samarra.
Traditionell unternehmen die Anwohner und Firmen des Gebietes um Kerbela erhebliche Anstrengungen, um die Pilger kostenlos zu unterstützen. Organisationen öffnen Gästehäuser, Beträume und Versorgungsstände, Privatleute überlassen den Reisenden Übernachtungsplätze. Diese außergewöhnliche Gastfreundschaft einer ganzen Region wurde 2019 in die UNESCO-Liste des immateriellen Kulturerbes der Menschheit aufgenommen.